# 浙江胜利剧院
30°15′30.8″N 120°9′32.9″E / 30.258556°N 120.159139°E

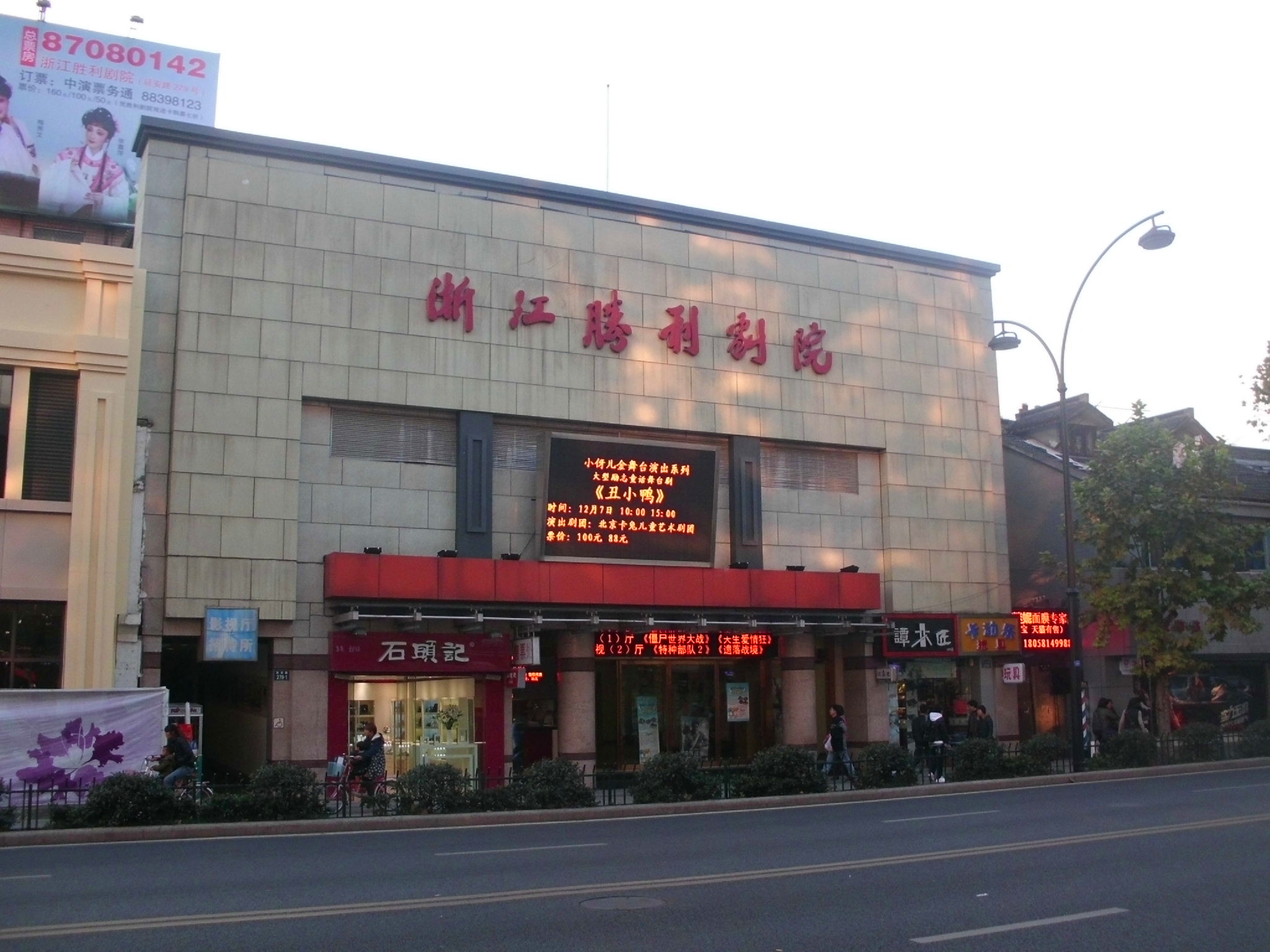
胜利剧院

浙江胜利剧院位于杭州市上城区延安路279号，始建于1934年，是目前浙江省最主要的省属专业剧场之一。剧院有戏剧演出和影片的放映。剧院观众厅内设二层共713个座位（一层有391个座位，二层有322个座位）。属于浙江星光院线旗下。